# 哈文特
哈文特（英語：Havant）是英國英格蘭南海岸漢普郡南部的一座城市，位於朴茨茅斯和奇切斯特之間。哈文特交通良好，可便捷的通過鐵路前往倫敦，朴茨茅斯和布萊頓。哈文特的歷史可以追溯至羅馬帝國時期，但快速發展則是在二戰結束之後的事情。現在哈文特是朴茨茅斯都市區的城市。

## 外部連結
- Havant council's website（页面存档备份，存于）
- Havant Business Group